# Philippe Étancelin
Philippe Jean Armand Étancelin (Ruan, Sena Marítimo, 28 de diciembre de 1896 - Neuilly-sur-Seine, París, 13 de octubre de 1981) fue un piloto de automovilismo francés. Sus resultados más destacados corresponden a la década de 1930, con una victoria en las 24 Horas de Le Mans y varios triunfos en Grandes Premios. Siguió compitiendo después de la Segunda Guerra Mundial, e incluso participó en los tres primeros campeonatos de Fórmula 1, iniciada en 1950, siendo el mayor (primero en nacer) de todos los participantes.

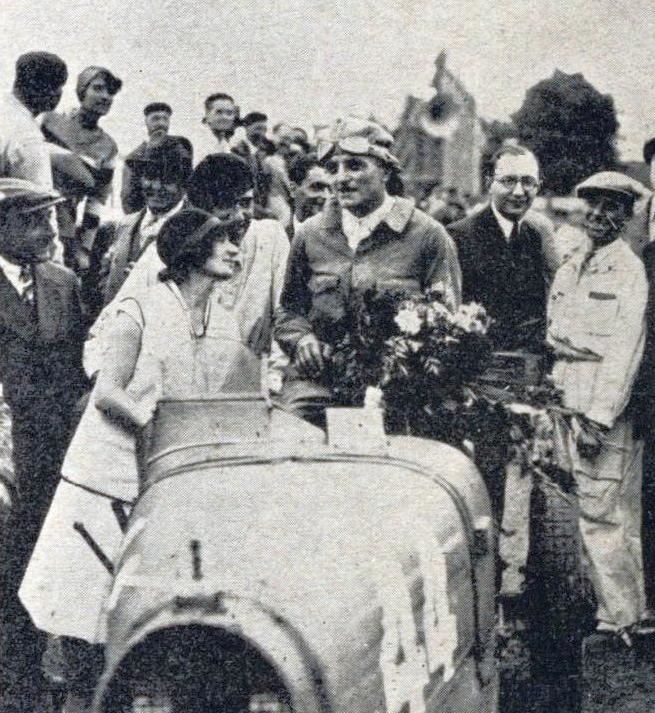
Étancelin tras ganar el GP de l'ACF de 1930

## Carrera
Nacido en Rouen, Sena Marítimo, en 1896, Philippe era hijo de un rico comerciante de la zona. Comenzó a competir en 1926 tras comprar un Bugatti Type 35, ingresando en carreras locales y subidas de montaña. Su primera victoria llegaría al año siguiente en Reims-Gueux en el Gran Premio del Marne, repitiendo victoria allí dos años más tarde.
En 1930 ganó el Gran Premio de Argelia y poco después vendría su única victoria en un Grande Épreuve, ya que triunfó en el Gran Premio de l'ACF (Francia) en las afueras de Pau. En esa carrera se puso en primera posición tras la retirada de los Bugatti oficiales y ganó con varios minutos de ventaja sobre el segundo, Tim Birkin. A mediados de 1931 adquirió un Alfa Romeo 8C Monza y ganó varias carreras a nivel nacional.
En 1933 estuvo cerca de conseguir nuevamente la victoria en el GP de l'ACF, pero un fallo en el embrague en la última vuelta hizo que perdiera la primera posición frente a Giuseppe Campari, a quien llevaba más de 20 segundos de ventaja. Al año siguiente, Étancelin pasó a conducir un Maserati 8CM de Gran Premio, nuevamente venciendo en carreras de su país de origen. Ese año ganó las 24 Horas de Le Mans junto a Luigi Chinetti en un Alfa Romeo 8C 2300 inscrito por el italiano. Después de este éxito, solamente volvería a participar en las 24 Horas en una ocasión, en 1938, también con Chinetti pero a bordo de un Talbot y sin finalizar la carrera.
En esos años, generalmente los vehículos italianos fueron superados por los alemanes en las competiciones de Gran Premio. Philippe también participó en algunos eventos con la Scuderia Subalpina. En 1935 compró un Maserati V8RI pero resultó herido en un accidente en Monza, por lo que permaneció varios meses inactivo. En su vuelta a la competición en 1936, Étancelin ganó el Gran Premio de Pau. En los años siguientes participó en pocas carreras, retirándose temporalmente.
En septiembre de 1945 participó en la Coupe des Prisonniers-Coupe de Paris en el bosque de Boulogne, la primera carrera en Europa después de la Segunda Guerra Mundial. Con más de 50 años, ganó el Gran Premio de París de 1949 y logró varios podios fuera de Francia ese año.
Étancelin participó en 12 Grandes Premios del Campeonato Mundial de Pilotos de Fórmula 1 creado en 1950. Generalmente corrió con un Talbot-Lago privado y obtuvo dos quintos puestos como mejor resultado. Se retiró en 1953, en una carrera no puntuable en Reims.
Fue premiado con la Legión de Honor y la Cruz de Guerra. Vivió sus últimos años en Neuilly-sur-Seine, París, donde murió en 1981 a los 84 años.

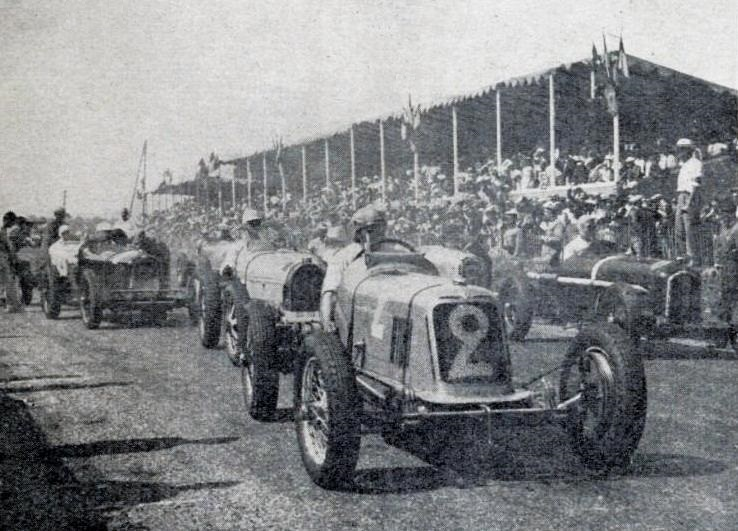
Étancelin antes de ganar el Gran Premio de Dieppe de 1934

## Resultados

### Campeonato Europeo de Pilotos
(Clave) (negrita indica pole position) (cursiva indica vuelta rápida)
| Año     | Escudería                  | 1       | 2       | 3       | 4       | 5       | 6       | 7   | Pos. | Puntos |
| ------- | -------------------------- | ------- | ------- | ------- | ------- | ------- | ------- | --- | ---- | ------ |
| 1931    | Marcel Lehoux              | ITA Ret | FRA Ret | BEL     |         |         |         |     | 24.º | 21     |
| 1932    | Marcel Lehoux              | ITA     | FRA Ret | GER     |         |         |         |     | 16.º | 21     |
| 1935    | Scuderia Subalpina         | MON 4   | FRA     | BEL     | GER Ret | SUI Ret | ITA Ret | ESP | 13.º | 46     |
| 1936    | Philippe Étancelin         | MON Ret | GER     | SUI Ret | ITA     |         |         |     | 18.º | 28     |
| 1938    | Talbot Darracq             | FRA Ret | GER     | SUI     | ITA     |         |         |     | 24.º | 29     |
| 1939    | Automobiles Talbot-Darracq | BEL     | FRA 4   | GER     | SUI     |         |         |     | 16.º | 28     |
| Fuente: |                            |         |         |         |         |         |         |     |      |        |

### Grandes Épreuvestras la Segunda Guerra Mundial
(Clave) (negrita indica pole position) (cursiva indica vuelta rápida)

| Año     | Equipo                     | 1     | 2       | 3       | 4       | 5     |
| ------- | -------------------------- | ----- | ------- | ------- | ------- | ----- |
| 1948    | Philippe Étancelin         | MON   | SUI     | FRA Ret | ITA 8   |       |
| 1949    | Philippe Étancelin         | GBR 5 |         | SUI 4   | FRA Ret | ITA 2 |
| 1949    | Automobiles Talbot-Darracq |       | BEL Ret |         |         |       |
| Fuente: |                            |       |         |         |         |       |

### Fórmula 1
(Clave) (negrita indica pole position) (cursiva indica vuelta rápida)

| Año     | Escudería                  | 1      | 2       | 3       | 4       | 5       | 6       | 7     | 8     | Pos. | Puntos |
| ------- | -------------------------- | ------ | ------- | ------- | ------- | ------- | ------- | ----- | ----- | ---- | ------ |
| 1950    | Philippe Étancelin         | GBR 8  | MON Ret | 500     | SUI Ret |         | FRA 5‡  | ITA 5 |       | 18.º | 3      |
| 1950    | Automobiles Talbot-Darracq |        |         |         |         | BEL Ret |         |       |       | 18.º | 3      |
| 1951    | Philippe Étancelin         | SUI 10 | 500     | BEL Ret | FRA Ret | GBR DNP | GER Ret | ITA   | ESP 8 | NC   | 0      |
| 1952    | Escuderia Bandeirantes     | SUI    | 500     | BEL     | FRA 8   | GBR     | GER     | NED   | ITA   | NC   | 0      |
| Fuente: |                            |        |         |         |         |         |         |       |       |      |        |

### 24 Horas de Le Mans
| Año     | Equipo         | Copilotos      | Automóvil          | Clase | Vueltas | Pos. | Pos. Clase |
| ------- | -------------- | -------------- | ------------------ | ----- | ------- | ---- | ---------- |
| 1934    | Luigi Chinetti | Luigi Chinetti | Alfa Romeo 8C 2300 | 3.0   | 213     | 1.º  | 1.º        |
| 1938    | Luigi Chinetti | Luigi Chinetti | Talbot T26         | 5.0   | 66      | DNF  | DNF        |
| Fuente: |                |                |                    |       |         |      |            |